# Denkmal Johann III. Sobieski in Warschau

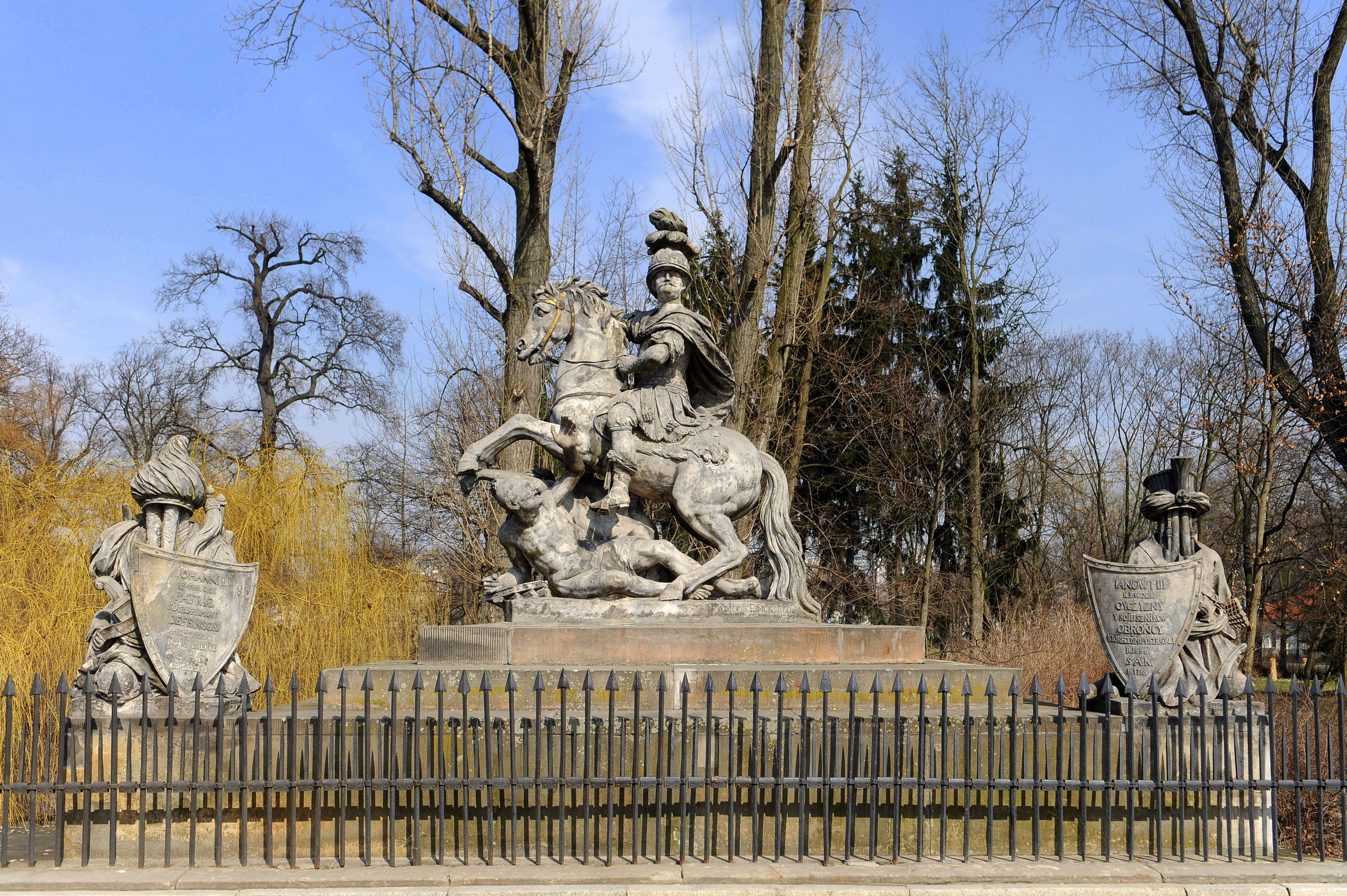
Denkmal Johanns III. Sobieski in Warschau

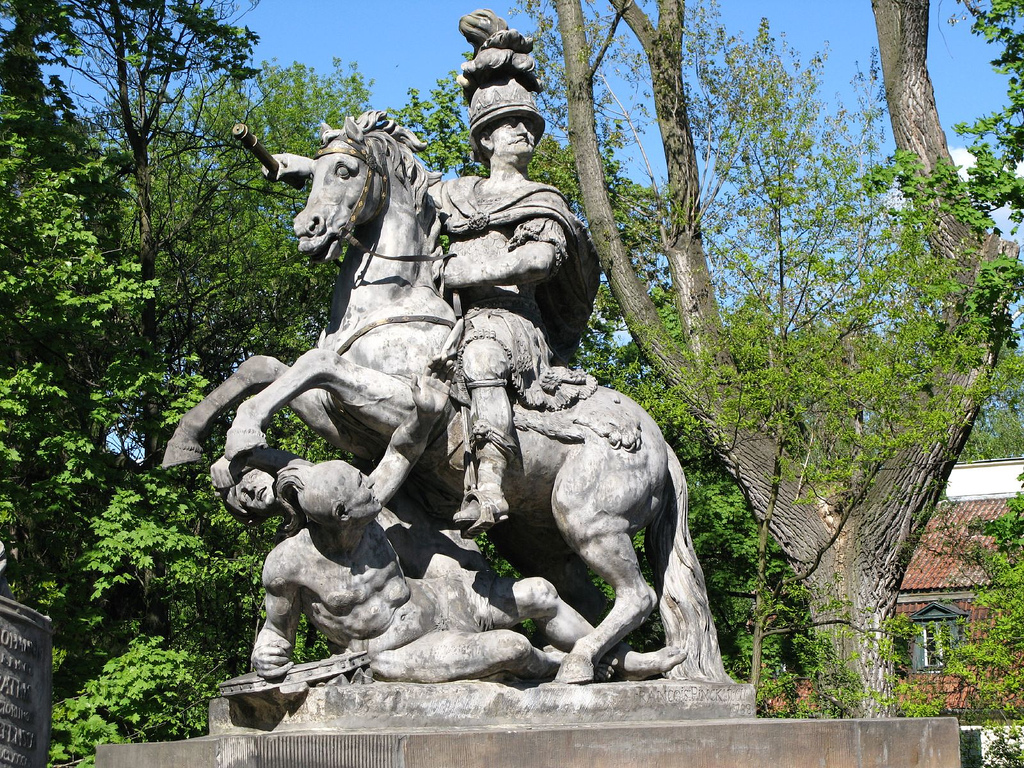
Denkmal Johanns III. Sobieski in Warschau

Das Denkmal Johann III. Sobieski in Warschau (polnisch Pomnik Jana III Sobieskiego w Warszawie) ist eines der ältesten Denkmäler Warschaus. Es wurde im September 1788 an der Agrykola-Straße (Ulica Agrykola) am Rande des Łazienki-Parks errichtet.
Der damals regierende letzte König von Polen, Stanislaus August Poniatowski, ließ angesichts der sich verschlechternden politischen Lage Polens ein Denkmal des Siegers vom Kahlenberg 1683, Johanns III. Sobieski, zur Förderung der patriotischen Stimmung errichten.
Das Reiterdenkmal, aus einem Block Sandstein aus Szydłowiec ausgehauen, wurde vom Bildhauer Franz Pinck nach dem Entwurf von André le Brun ausgeführt. Als Vorbild diente ein Denkmal des Königs im Wilanów-Palast. Das Denkmal wurde auf einer Brücke aufgestellt, über einem Kanal, der zwei Parkteiche verband. Der König mit Paradehelm und antikem Harnisch, den Feldherrnstab in der rechten Hand haltend, sitzt auf einem sich aufbäumenden Pferd, auf dem Boden liegt ein nackter Türke, mit erhobener Hand um Erbarmen flehend. Das Denkmal ist von zwei Panoplien mit Inschriften flankiert.
Während des Novemberaufstands 1831 versammelten sich um die Figur des siegreichen Königs die Aufständischen, die sich auf die Stürmung des Warschauer Arsenals vorbereiteten.
Das Denkmal überdauerte unbeschädigt die Belagerung Warschaus 1939 und den Aufstand von 1944. Im Jahr 1947 wurde es gründlich renoviert.